# Метрополітен Монреаля
Метрополітен Монреаля (фр. Montréal Métro) — система ліній метро в місті Монреаль, Квебек, Канада. Другий за розміром та пасажиропотоком метрополітен в Канаді після метрополітену Торонто. Усі зупинки міської «підземки» — це станції мілкого закладення, що мають берегові платформи довжиною 152 метри. В системі використовується двоколійний тунель великого діаметру, середня відстань між станціями 950 метрів, та комбінований шинно-рейковий хід. Потяги метро живляться від третьої рейки.

## Історія

Хронологія розвитку Монреальського метро

Перші ідеї будівництва метро у місті виникли на початку 1900-х років коли запрацювали перші метрополітени у Сполучених Штатах у Бостоні, Філадельфії тощо. Але далі розмов діло не пішло через опозицию трамвайних компаній та Першу світову війну.
До цієї ідеї повернулися наприкінці 1920-х років, але будівництву завадили проблеми з економікою та зменшення пасажиропотоку громадського транспорту через поширення приватних автомобілів. На початку 1950-х трамваї у місті були замінені автобусами та міська влада знов повернулася до ідеї спорудження метрополітену, будівництво якого стартувало 23 травня 1962 року.
Початкова дільниця, що її було відкрито 1966 року, складалася з 20 станцій на двох лініях; дільниці Зеленої лінії «Етвотер» — «Папіно» та Помаранчевої «Плас-д'Арм» — «Анрі Бурасса». До початку виставки Експо-67 відкрилося ще декілька станцій на вже наявних лініях та нова Жовта лінія. Таким чином у Монреалі до відкриття виставки працювало три лінії та 26 станцій.
Найновіша Синя лінія була відкрита у 1986 році. Практично всі станції були відкриті в період між 1966 та 1988 роками, пізніше відкрилися лише 3 станції Помаранчевої лінії.

## Лінії
| №           | Дата відкриття | Останнє продовження | Кількість станцій | Кінцеві станції                               | Довжина, км |
| ----------- | -------------- | ------------------- | ----------------- | --------------------------------------------- | ----------- |
| Зелена      | 14 жовтня 1966 | 1978                | 27                | «Ангріньйон» — «Оноре-Богран»                 | 22,1        |
| Помаранчева | 14 жовтня 1966 | 2007                | 31                | «Кот-Вертю» — «Монморансі»                    | 30          |
| Жовта       | 28 квітня 1967 | —                   | 3                 | «Беррі/UQAM» — «Лонгьой/університет Шербрука» | 4,25        |
| Синя        | 16 червня 1986 | 1988                | 12                | «Сен-Мішель» — «Сноудон»                      | 9,7         |

## Рухомий склад
Потяги Монреальського метро мають меншу ширину, ніж ті, що використовуються у більшості північноамериканських метро; це дало змогу використовувати двоколійний тунель і зменшити витрати на будівництво. Оскільки у системі відсутні наземні ділянки, потяги менш схильні до корозії, а це збільшує термін служби вагонів. Потяги моделі MR-63, що будувалися для початкової дільниці, були остаточно зняті з експлуатації лише влітку 2018 року, пропрацювавши на лініях 52 роки.

## Режим роботи
- Метрополітен працює з 05:30 до 01:00, у суботу вночі до 01:30.
- Інтервал руху від 3-5 хвилин в годину пік до 12 хвилин пізно ввечері.

## Галерея

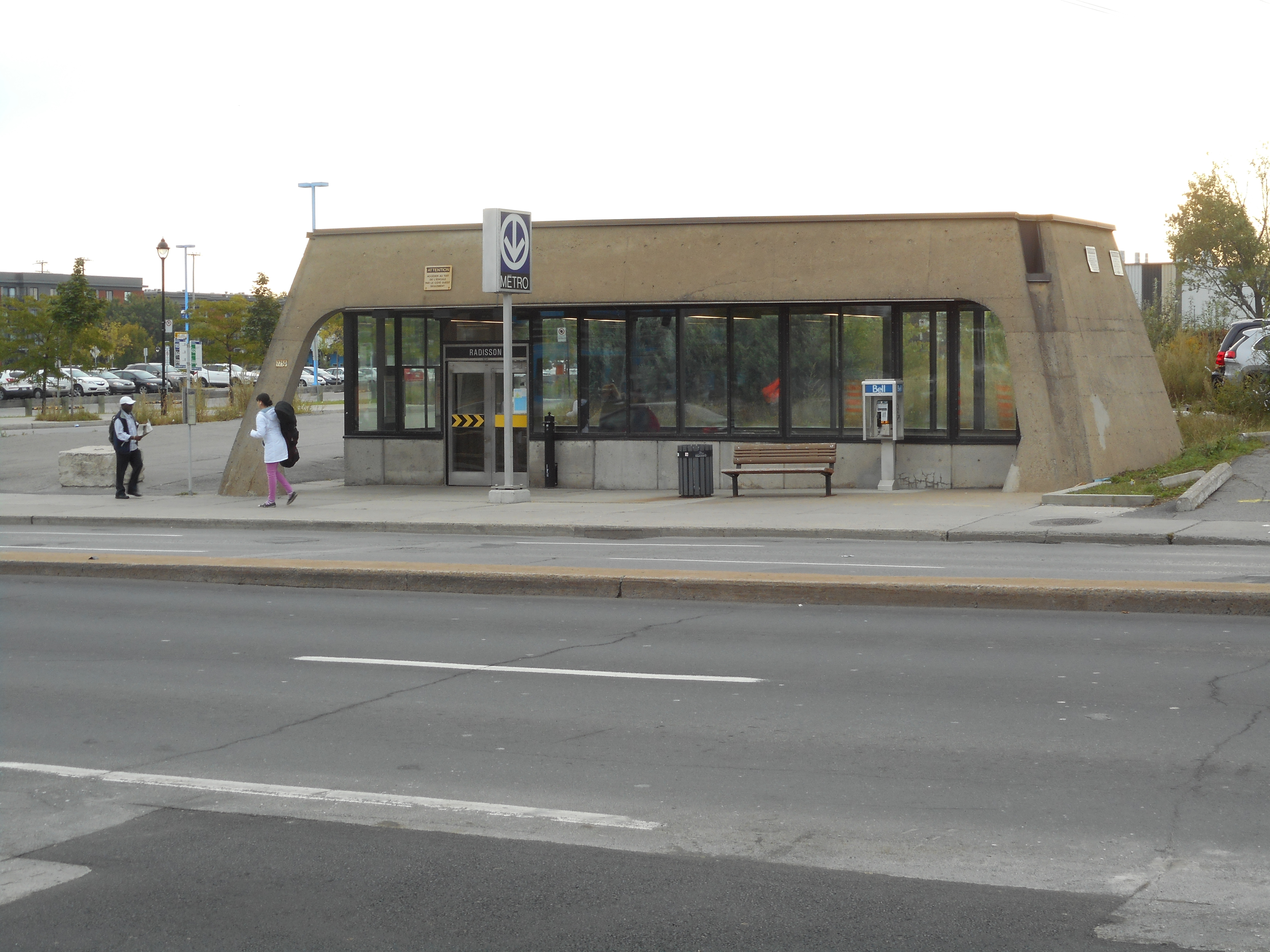
Вихід зі станції «Radisson»
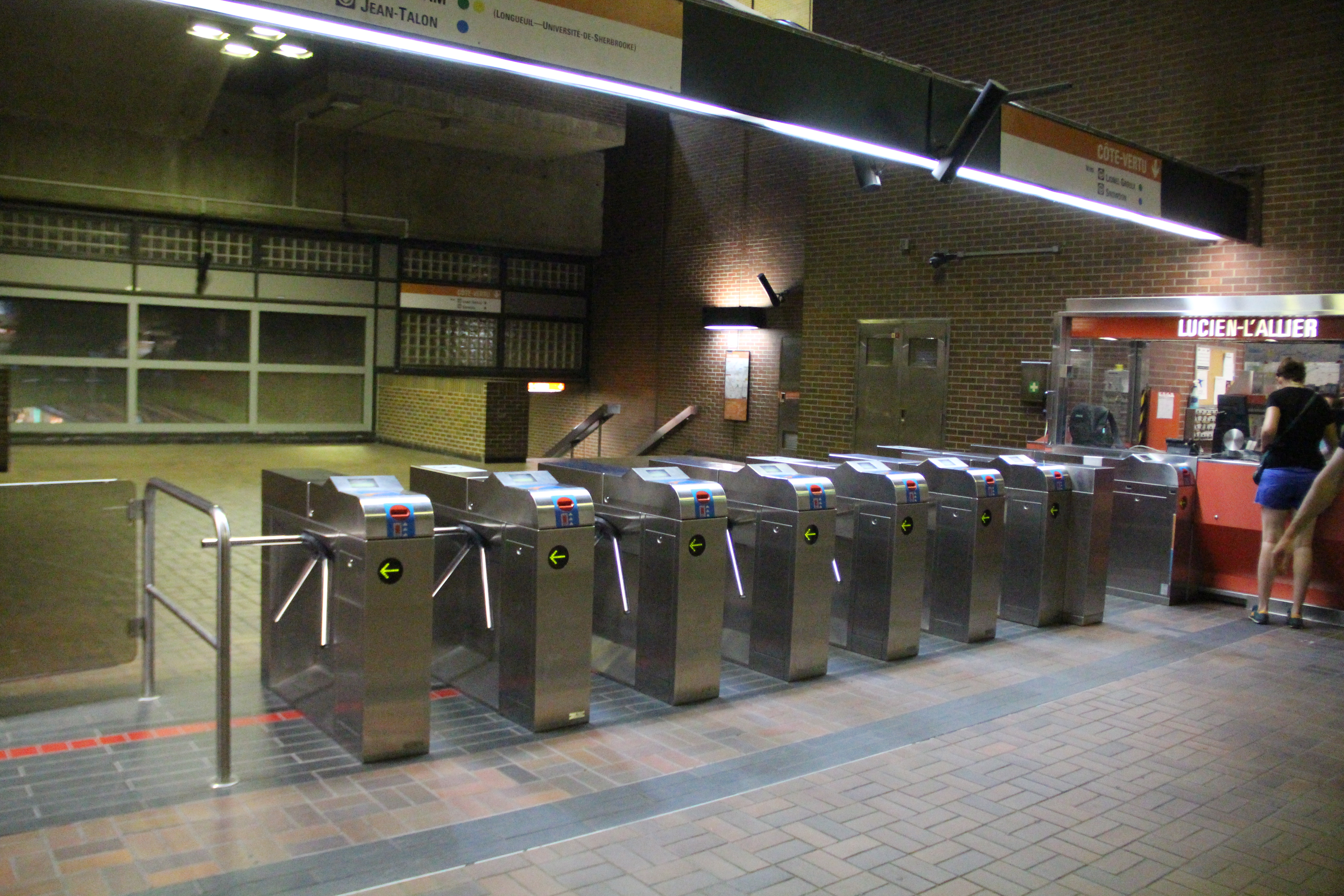
Турнікети на станції «Lucien Allier»
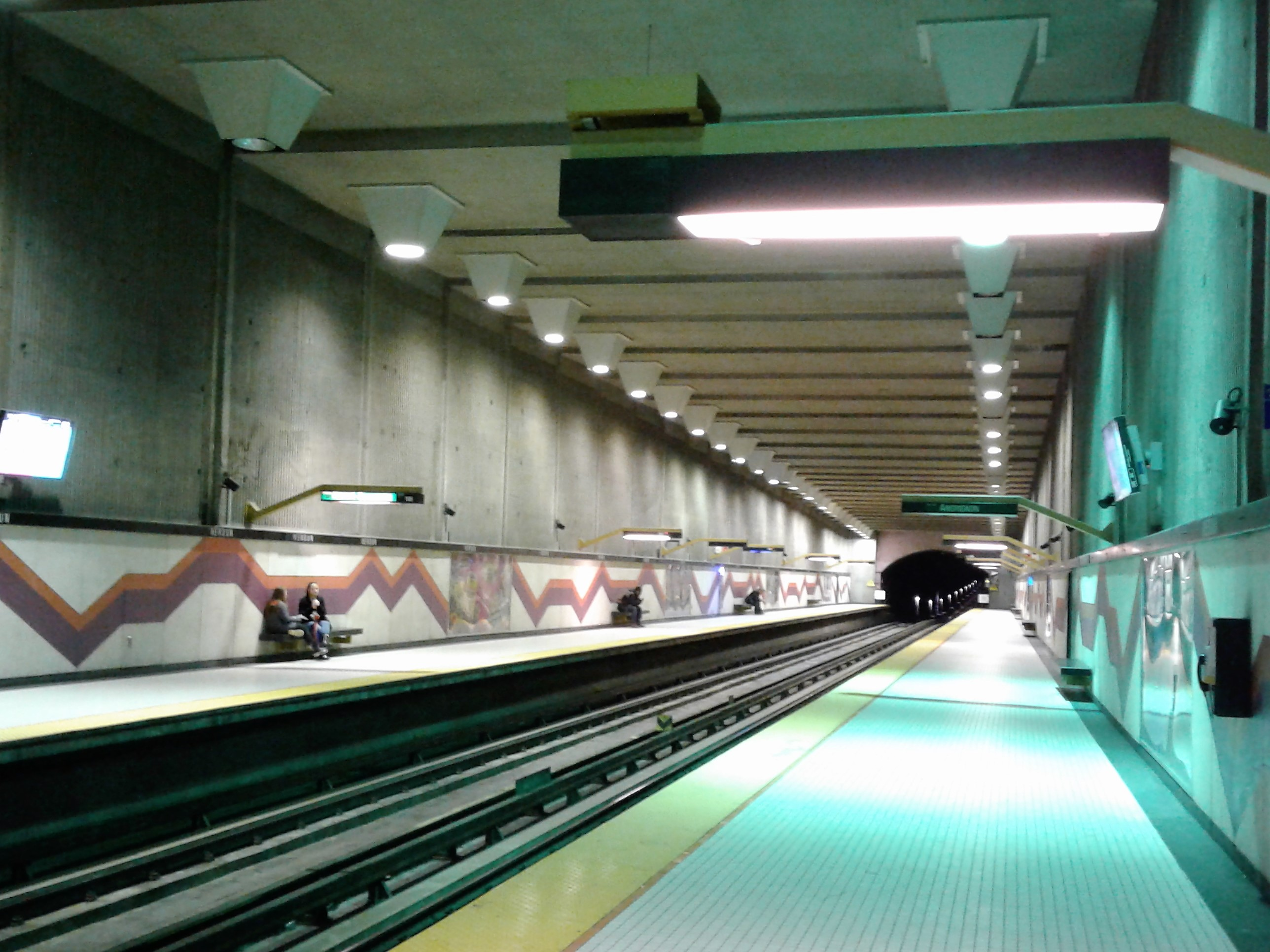
Станція «Verdun»
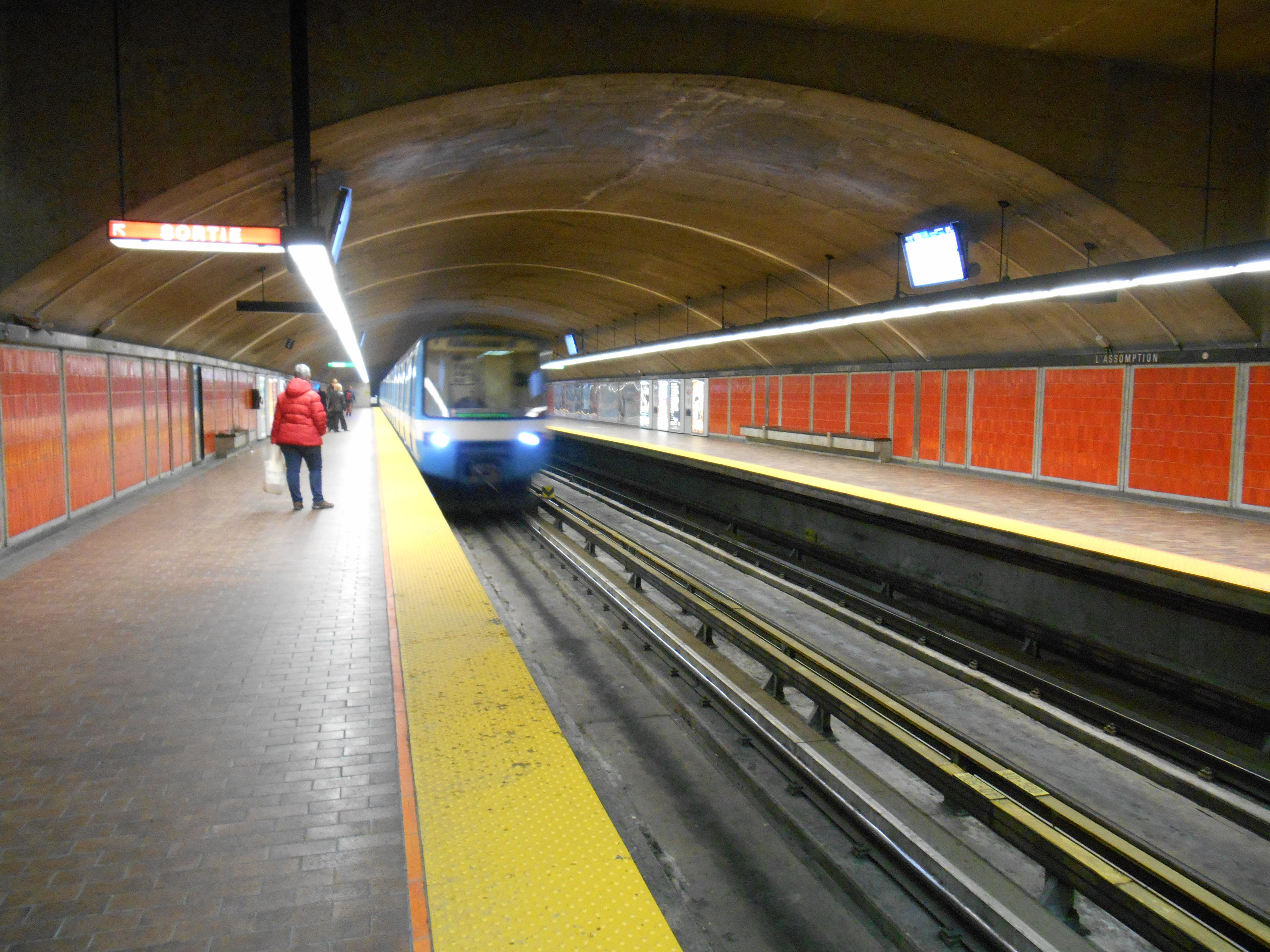
Станція «Assomption»
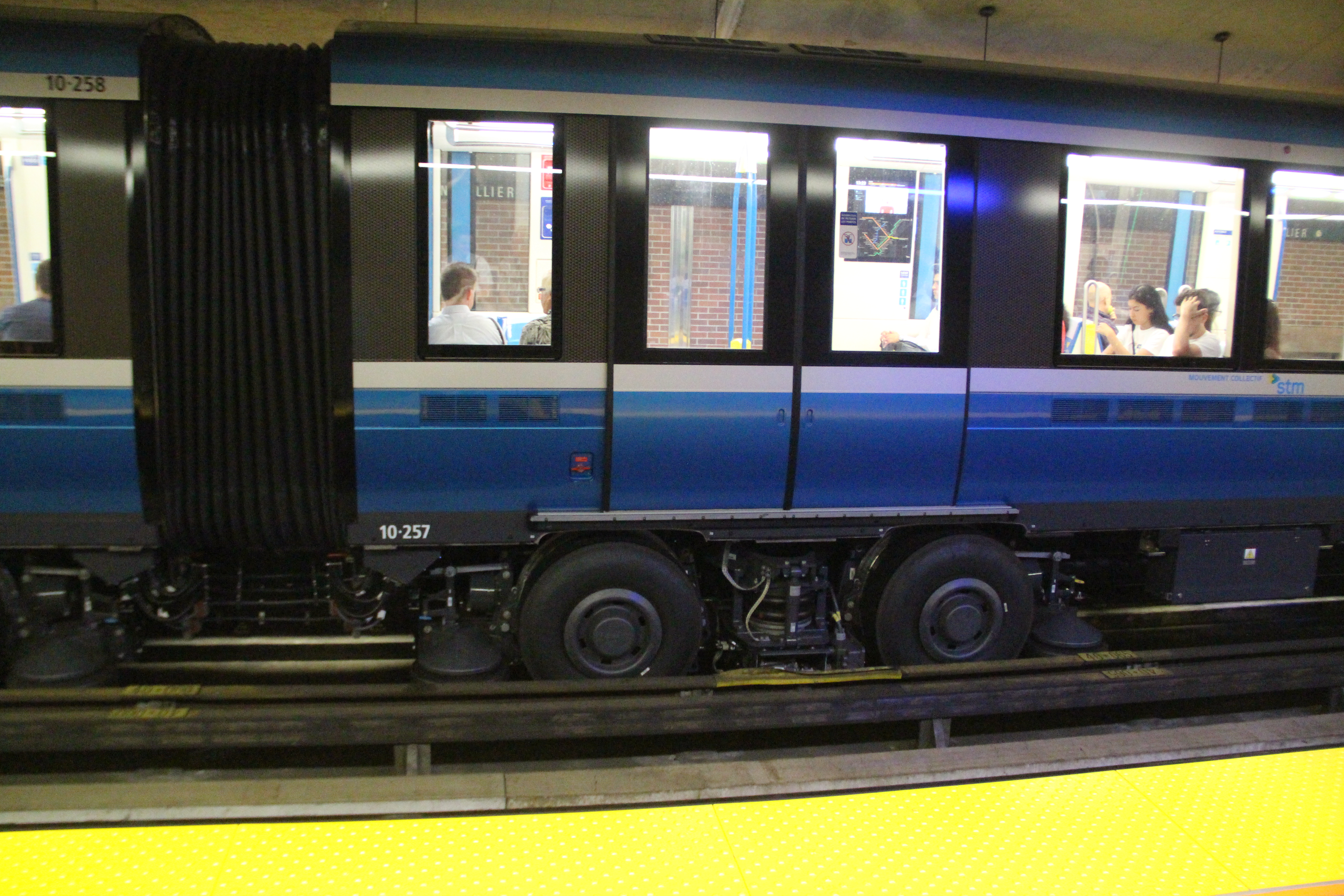
Потяг з шинним ходом
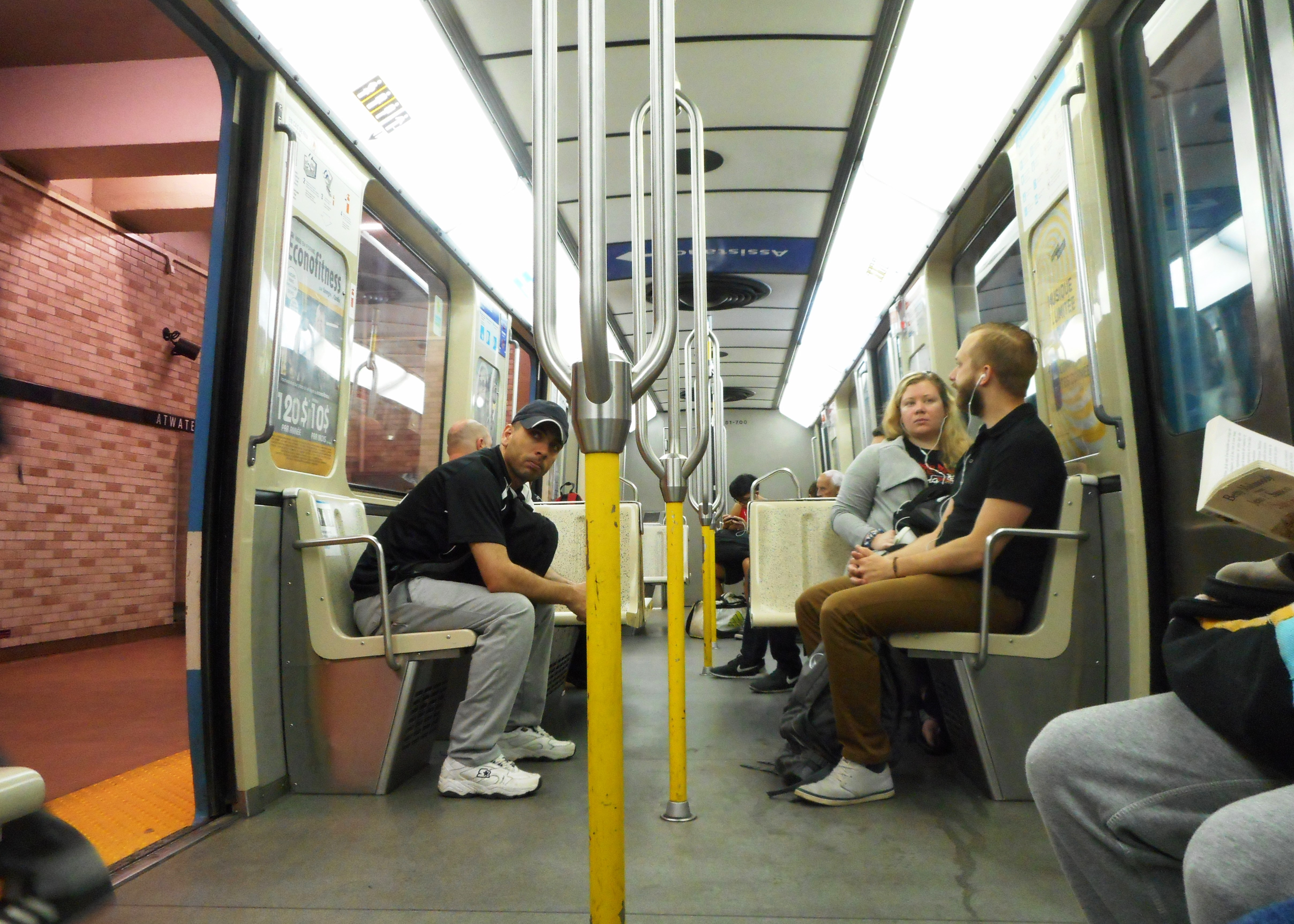
Всередині вагона